# Balm bei Günsberg
Balm bei Günsberg (im lokalen Dialekt Baum bi Günschbrg) ist eine politische Gemeinde im Bezirk Lebern des Kantons Solothurn in der Schweiz.

## Geographie
Balm bei Günsberg liegt auf 655 m ü. M., 5 km nordnordöstlich des Kantonshauptortes Solothurn (Luftlinie). Das Bauerndorf erstreckt sich an aussichtsreicher Lage auf einer nach Südosten gerichteten Geländeterrasse am unteren Jurasüdhang, rund 200 m über der Ebene des Schweizer Mittellandes, in der Region Unterleberberg.
Die Fläche des 5,5 km² grossen Gemeindegebiets umfasst einen Abschnitt des Solothurner Juras. Das Gebiet erstreckt sich vom Hang bei Balm nach Nordwesten über die zum Siggerntal abfallenden Felskreten von Balmfluh (auf dem Balmfluhköpfli 1289 m ü. M.) und Nesselbodenröti bis auf den Kamm der ersten Jurakette (Weissensteinkette). Der niedrigste Punkt dieser Antiklinale befindet sich auf dem Sattel des Balmberges (1078 m ü. M.). Nach Westen steigt der Kamm rasch zur Röti, mit 1395 m ü. M. die höchste Erhebung von Balm bei Günsberg, nach Osten zu Wannenfluh (1201 m ü. M.), Niederwiler Stierenberg und Chamben (1227 m ü. M.) an. Am Südabhang des Balmberges entspringt die Siggern, ein Zufluss der Aare, mit mehreren Quellbächen, die zusammen einen bedeutenden Teil der Gesteinsschichten der Antiklinale wegerodiert und einen Ausräumungskessel geschaffen haben.
Ein kleiner Anteil des Gemeindegebietes liegt nördlich des Kammes des Balmberges und umfasst mit dem Schofbach und einem weiteren beim Niederwiler Stierenberg entspringenden Gewässer zwei rechte Seitenbäche der Dünnern. Diese Bäche haben ebenfalls tiefe Erosionstäler in den harten Malmkalkschichten des nördlichen Schenkels der ersten Jura-Antiklinale geschaffen. Von der Gemeindefläche entfielen 1997 3 % auf Siedlungen, 65 % auf Wald und Gehölze, 30 % auf Landwirtschaft, und etwas weniger als 2 % war unproduktives Land.
Zu Balm bei Günsberg gehören die Neubausiedlung Balmweid (730 m ü. M.) am Südhang der Balmfluh, oberhalb des Dorfes, die Streusiedlung Balmberg (1050 m ü. M.) am Südhang des gleichnamigen Passes sowie einige Einzelhöfe. Nachbargemeinden von Balm bei Günsberg sind Günsberg, Riedholz, Rüttenen, Welschenrohr-Gänsbrunnen und Herbetswil.

## Bevölkerung

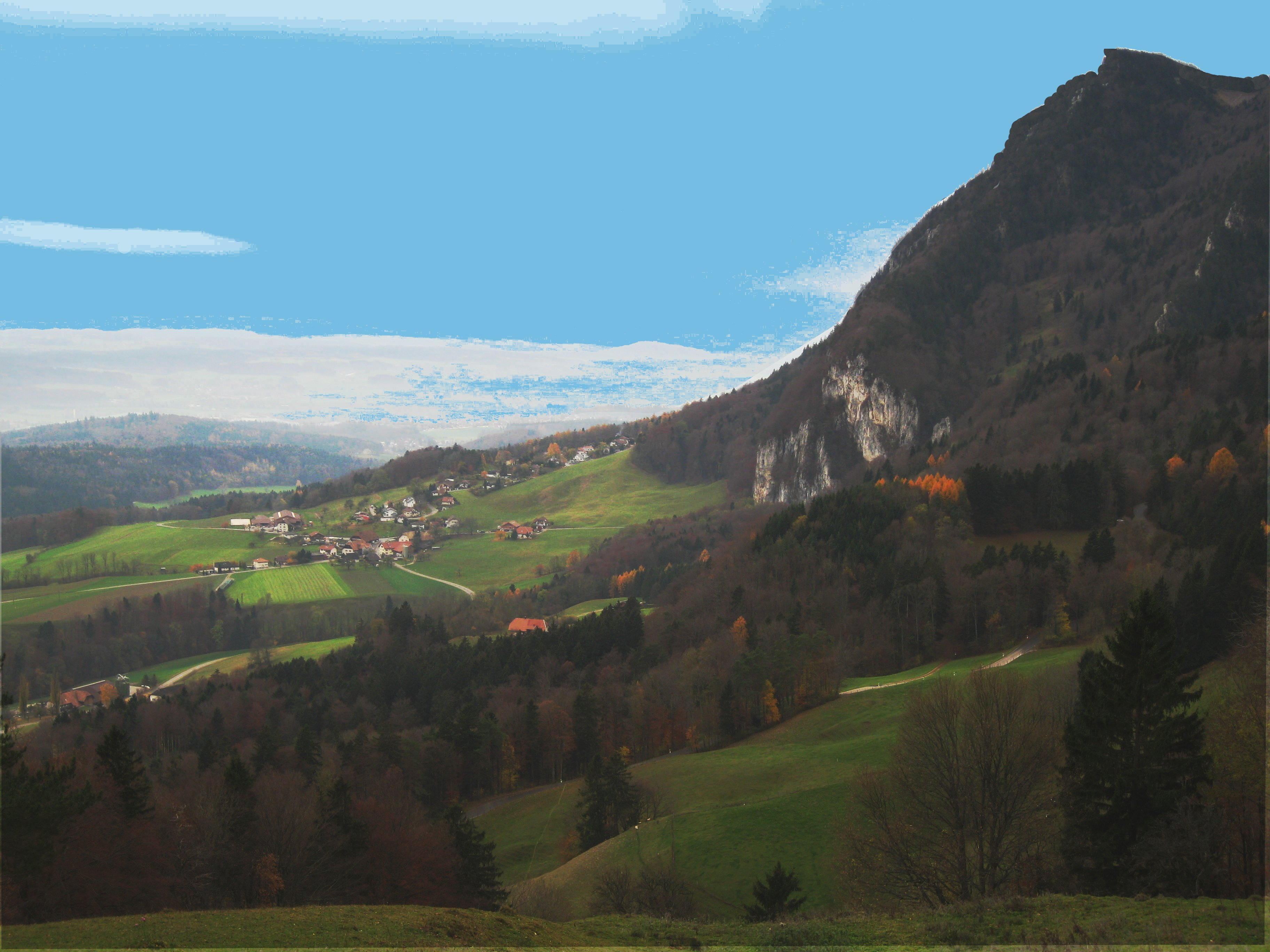
Balmweid bei Günsberg

Mit 226 Einwohnern (Stand 31. Dezember 2023) ist Balm bei Günsberg nach Kammersrohr, Hüniken und Unterramsern die viertkleinste Gemeinde des Kantons Solothurn. Von den Bewohnern sind 95,9 % deutschsprachig, 3,1 % englischsprachig, und 0,5 % sprechen Französisch (Stand 2000). Die Bevölkerungszahl von Balm bei Günsberg belief sich 1850 auf 110 Einwohner, 1900 auf 102 Einwohner. Im Verlauf des 20. Jahrhunderts pendelte die Bevölkerungszahl im Bereich zwischen 80 und 115 Einwohnern. Seit 1970 (80 Einwohner) wurde ein deutliches Bevölkerungswachstum mit einer Verdoppelung der Einwohnerzahl innerhalb von 20 Jahren verzeichnet.

## Wirtschaft
Balm bei Günsberg war bis in die zweite Hälfte des 20. Jahrhunderts ein vorwiegend durch die Landwirtschaft geprägtes Dorf. Noch heute haben der Ackerbau und der Obstbau in den tieferen Lagen sowie die Viehzucht im oberen Gemeindeteil einen wichtigen Stellenwert in der Erwerbsstruktur der Bevölkerung. Weitere Arbeitsplätze sind im lokalen Kleingewerbe und im Dienstleistungssektor vorhanden. In den letzten Jahrzehnten hat sich das Dorf dank seiner attraktiven Lage zu einer Wohngemeinde entwickelt. Viele Erwerbstätige sind deshalb Wegpendler, die hauptsächlich in der Region Solothurn arbeiten.

## Freizeit

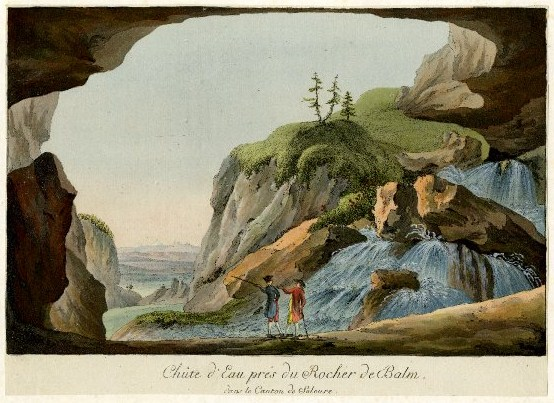
Wasserfall in der Nähe von Balm bei Günsberg von Caspar Wolf

Die Gegend von Balmberg (mit Kurhaus und mehreren Restaurants) und Röti ist ein beliebtes Ausflugs- und Wandergebiet. Im Winter kann hier Skisport betrieben werden; bei guter Schneelage sind am Osthang der Röti mehrere Skilifte in Betrieb.

## Verkehr
Die Gemeinde liegt abseits der grösseren Durchgangsstrassen an einer Verbindungsstrasse von Günsberg nach Langendorf. Durch einen Postautokurs, welcher die Strecke von Solothurn nach Balm bei Günsberg bedient, ist das Dorf an das Netz des öffentlichen Verkehrs angeschlossen.

## Geschichte
Das Gemeindegebiet von Balm bei Günsberg war schon sehr früh bewohnt, was durch Siedlungsspuren aus dem Neolithikum bei der Grottenburg Balm nachgewiesen werden konnte.

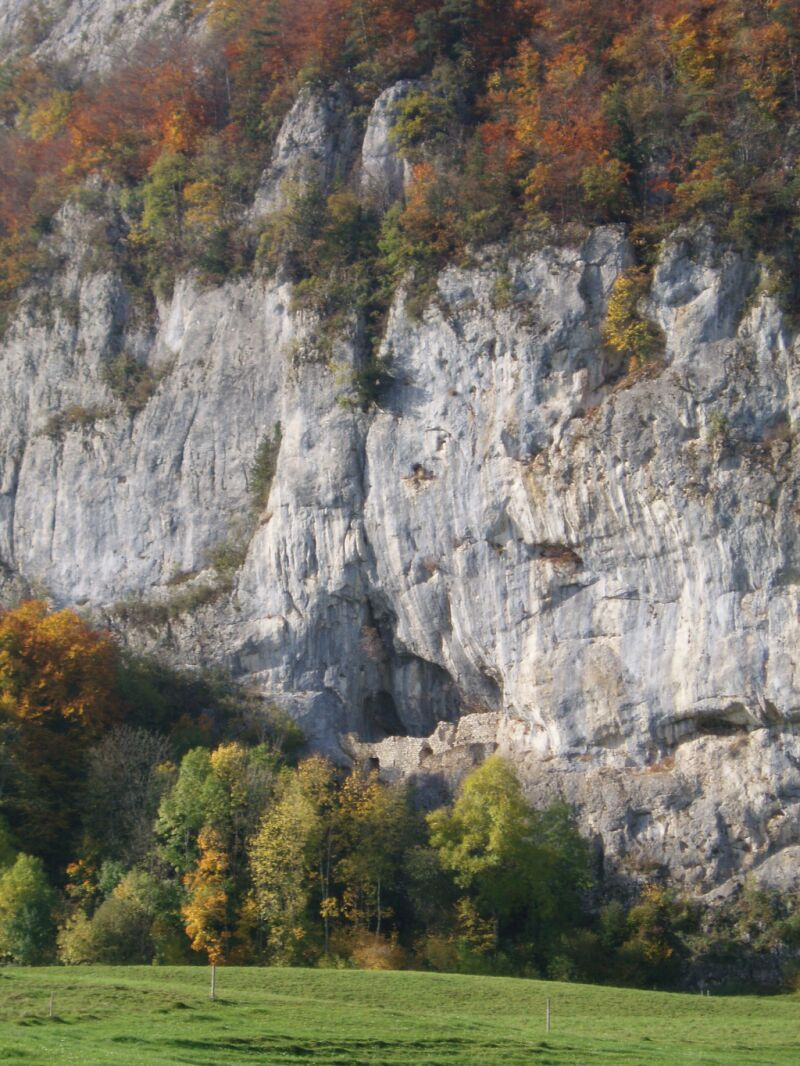
Grottenburg Balm

Vermutlich seit dem frühen 11. Jahrhundert bestand die Grottenburg Balm, die Stammburg der Freiherren und Ritter von Balm, die im 12. Jahrhundert urkundlich erwähnt sind und später auch reichen Besitz im Oberaargau hatten, weshalb die Burg Balm vermutlich einem Dienstmannengeschlecht überlassen wurde. Unterhalb der Burg entwickelte sich das Bauerndörfchen Balm. Die erste urkundliche Erwähnung des Ortes erfolgte 1197 unter dem Namen de Balma; von 1201 ist die Bezeichnung de Balme überliefert. Da der letzte Herr von Balm, Rudolf II., am tödlichen Attentat gegen König Albrecht I. von Habsburg bei Windisch beteiligt war, wurde die Herrschaft Balm 1308 nach Rudolfs Flucht konfisziert und den Grafen von Strassberg als Reichslehen übergeben. Es ist nicht auszuschliessen, dass der betreffende Königsmord, der von europäischer Tragweite war, einer der Gründe war, weshalb Albrechts dritter Sohn Herzog Leopold I., Verwalter der österreichischen Vorlande, 1318 die Stadt Solothurn belagerte – allerdings erfolglos.
Im Jahr 1327 geriet Balm unter die Herrschaft der Grafen von Neuenburg-Nidau. Nach weiteren Besitzerwechseln Ende des 14. Jahrhunderts kamen das Dorf und die Herrschaft 1411 an die Stadt Solothurn, die schon seit 1344 die Hohe Gerichtsbarkeit über das Gebiet innehatte. Die ehemalige Herrschaft Balm wurde nun in eine Vogtei umgewandelt, welche den Jurasüdhang von Bellach bis Flumenthal umfasste. Die Burg wurde fortan nicht mehr benutzt und zerfiel rasch zur Ruine. Um 1490 wurde die Vogtei Balm in Vogtei Flumenthal umbenannt, der Balm bei Günsberg bis 1798 angehörte.
Nach dem Zusammenbruch des Ancien Régime (1798) gehörte Balm bei Günsberg während der Helvetik zum Verwaltungsbezirk Solothurn und ab 1803 zum Bezirk Lebern. Mit der Abtrennung der Ortschaft Niederwil von der Gemeinde Balm wurde 1822 eine wichtige Gebietsänderung vorgenommen.

## Sehenswürdigkeiten
Die im 11. Jahrhundert erbaute Grottenburg Balm steht an strategisch hervorragend geschützter Lage. Diese mittelalterliche Wehranlage wurde in einer Höhle in der rund 60 m hohen Felswand am Fuss der Balmfluh errichtet und befindet sich etwa 20 m über dem Fuss der Felswand. Am Fuss der Felswand sind Reste der ehemaligen Vorburg und der Wirtschaftsgebäude sichtbar. Von der Vorburg gelangt man über eine Felstreppe zur Kernburg, die seit dem 15. Jahrhundert nicht mehr bewohnt ist. Überreste von Mauern, Tor, Zwinger und Wohntrakt wurden vom Historischen Verein des Kantons Solothurn in den 1960er Jahren restauriert.

## Wappen
Blasonierung:
Gespalten von Rot und Weiss